# Ruwer (commune fusionnée)
Pour les articles homonymes, voir Ruwer.

Localisation de la Verbandsgemeinde de Ruwer dans l'arrondissement de Trèves-Sarrebourg

La commune fusionnée de Ruwer (Verbandsgemeinde Ruwer) est une communauté des communes allemandes (arrondissement de Trèves-Sarrebourg) dans le Land de Rhénanie-Palatinat. Le siège de cette Verbandsgemeinde est dans la commune de Waldrach.
Elle compte en 2015 18 171 habitants. Villages:
| Nom                         | 1563 (maisons) | 1684 (maisons) | 1818 (habitants) | 2000 (habitants) | 2015 (habitants) |
| --------------------------- | -------------- | -------------- | ---------------- | ---------------- | ---------------- |
| Bonerath                    | 6              | 6              | 151              | 256              | 245              |
| Farschweiler                | 13             | 8              | 197              | 760              | 784              |
| Gusterath                   | 5              | 9              | 141              | 2 015            | 1 891            |
| Gutweiler                   | 7              | 7              | 100              | 739              | 648              |
| Herl                        | 5              | 7              | 140              | 254              | 268              |
| Hinzenburg                  | 3              | 3              | 82               | 164              | 142              |
| Holzerath                   | 6              | 5              | 186              | 498              | 429              |
| Kasel                       | 25             | 21             | 255              | 1 347            | 1 312            |
| Korlingen                   | 9              | 6              | 97               | 890              | 771              |
| Lorscheid                   | 11             | 12             | 187              | 621              | 568              |
| Mertesdorf                  | 20             | 14             | 287              | 1 762            | 1 650            |
| Morscheid                   | 17             | 18             | 227              | 821              | 954              |
| Ollmuth                     | 4              | 4              | 91               | 174              | 160              |
| Osburg                      | 23             | 17             | 515              | 1 943            | 2 457            |
| Pluwig                      | 9              | 9              | 250              | 1 231            | 1 600            |
| Riveris                     | 4              | 4              | 133              | 364              | 408              |
| Schöndorf                   | 12             | 12             | 296              | 831              | 734              |
| Sommerau                    | 1              | 1              | 29               | 74               | 73               |
| Thomm                       | 16             | 12             | 327              | 1 041            | 1 050            |
| Waldrach                    | 53             | 41             | 533              | 2 179            | 2 027            |
| Σ Ruwer (commune fusionnée) | 249            | 216            | 4 224            | 17 964           | 18 171           |